# SMS Pommern
Az SMS Pommern a Császári Haditengerészet egyik Deutschland-osztályba tartozó pre-dreadnought mintájú csatahajója volt. A stettini AG Vulcannál megépített hajót Pomeránia tartomány után nevezték el. Fő fegyverzetét négy darab 28 cm űrméretű, 40 kaliberhosszúságú ágyú képezte, csúcssebessége 18 csomó volt. Az osztály hajói már elkészültükkor elavultnak számítottak, mivel a forradalmian új brit Dreadnought méretben, páncélvédettségben, tűzerőben és sebességben is felülmúlta őket.
1907. augusztus 7-ei átadásakor a Nyílt-tengeri Flotta (Hochseeflotte) II. csatahajórajához (Geschwader II) osztották be, mely alakulatnál a békeidőkben és a világháború első két évében szolgált. A háború előtt idejét főként cirkálóutakon való részvétellel és intenzív gyakorlatozásokkal töltötte. A háború kitörésekor a II. csatahajóraj többi egységével a Német-öböl védelmével bízták meg és e célból az Elba torkolatánál állomásoztatták őket. Részt vettek több, a brit Grand Fleet egy kisebb részének csatára kényszerítését célzó előretörésben is az Északi-tengeren, de ezek a hadműveletek nem jártak sikerrel.
Egy ilyen hadművelet során került sor 1916. május 31-én a két ellenséges flotta találkozására a Skagerrak bejáratánál. Az este folyamán a II. csatahajóraj egységei rövid tűzharcot vívtak David Beatty tengernagy csatacirkálóival, ennek során a Pommernt eltalálta az Indomitable csatacirkáló egyik 305 mm-es lövedéke. Az éjszakai harcok során vélhetőleg az Onslaught romboló által kilőtt torpedók közül legalább egy eltalálta és berobbantotta az egyik 17 cm-es lőszerraktárát. A hajót kettészakító robbanás után nem találtak túlélőket. A Pommern volt az egyetlen elveszett csatahajó a csata során, ugyanakkor a legelavultabb hajó is az elsüllyedtek közül. Elesettei a csatában életüket vesztett német tengerészek 40%-át tették ki.

## Tervezése
Az Alfred von Tirpitz altengernagy által forszírozott második flottatörvény elfogadásával 1900-ban a Császári Haditengerészet biztosította az anyagi hátteret 20 új csatahajó (sorhajó, német Einheitslinienschiff) megépítéséhez a következő 17 év során. Elsőként a Braunschweig-osztály öt egységének megépítését kezdték meg, majd nekiláttak a következő osztály terveinek elkészítéséhez, mely a Deutschland-osztály lett. Az új hajók erősen hasonlítottak a Braunschweig-osztályhoz, de jelentősen erősebb páncélzatot kaptak. A súlycsökkentés érdekében a másodlagos tüzérség lövegtornyait is elhagyták és a korábban alkalmazott kazamatákban helyezték el a lövegeit.

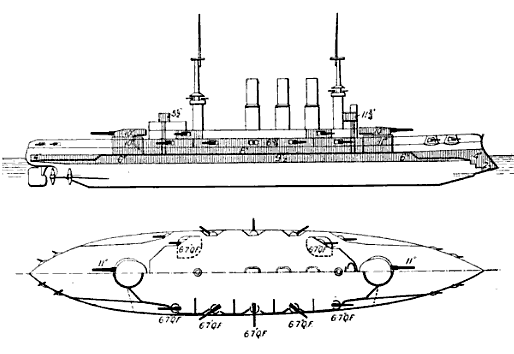
A Deutschland-osztály egyszerű vázlati rajza

A Pommern teljes hossza 127,6 m, szélessége 22,2 m, maximális merülése 8,21 m volt, amivel a normál vízkiszorítása 14.218 tonna, teljes terheléssel 14.218 tonna volt. Személyzetét 35 tiszt és 708 sorállományú tengerész tette ki. Meghajtásáról három darab háromszoros expanziójú gőzgép és a hozzájuk kapcsolt egy-egy hajócsavar gondoskodott. A gépek 16 990 lóerős teljesítménye révén 18 csomós sebesség elérésére volt képes. A gőzt 12 Schulz-Thornycroft gőzkazán szolgáltatta. A füst a két nehéz katonai árboc között elhelyezett három kéményen át távozott. Szénkészlete 1540 tonnát tett ki. Az osztály leggyorsabb, ugyanakkor a leggazdaságosabb üzemanyagfelhasználású hajója is volt. 10 csomós cirkálósebesség mellett a hatótávolsága 5830 tengeri mérföld volt. 35 tiszt és 708 sorállományú tengerész teljesített rajta szolgálatot.
Fő tüzérsége négy 28 cm-es űrméretű, 40 kaliberhosszúságú gyorstüzelő ágyúból (Schnelladekanone) állt, melyeket két lövegtoronyban helyeztek el a hajó elülső illetve hátsó részén (2×2). Másodlagos tüzérsége 14 darab 17 cm-es, 40 kaliberhosszúságú ágyúból állt és a fő tüzérség kiegészítésére szolgált, míg a 20 darab, önálló talpazatokon elhelyezett 8,8 cm-es, 45 kaliberhosszúságú ágyút a torpedónaszádok elleni védelemre szánták. A kor kapitális hajóihoz hasonlóan felszerelték víz alatti torpedócsövekkel, melyekből hattal rendelkezett. A Krupp által gyártott páncélzata a páncélöv mentén 240 mm vastag volt a középső részen, ahol a lőszerraktárakat és a hajtóműveket oltalmazta. Fedélzetének páncélzata 40 mm-es páncéllemezekből állt, a fő lövegtornyok a legvastagabb helyeken 280 mm vastagok voltak.

## Szolgálata

### Békeidők
A Pommernt az AG Vulcan stettini hajógyárában építették meg az új hajóosztály második egységeként. A flottánál a Vermehrungsbau O megjelölést kapta, ami arra utalt, hogy a hajóval bővítették a flottát, nem pedig egy elavult és szolgálatból kivonandó egység pótlására (Ersatzbau) szánták. A gerincfektetésére 1904. március 22-én került sor és 1905. november 19-én tervezték vízre bocsátani, de az alacsony vízállás miatt erre csak december 2-án kerülhetett sor. Az ünnepségen Helmuth von Maltzahn, Pomeránia tartomány elnöke mondott keresztelő beszédet. 1907 júliusában a Pommern Kielbe hajózott át, ahol felszerelték a négy 28 cm-es ágyúját. A próbajáratokat az év augusztus 6-án kezdte meg. A sebességpróbákon 19,26 csomós végsebességet ért el, amivel a leggyorsabb pre-dreadnought mintájú csatahajónak számított a világon.

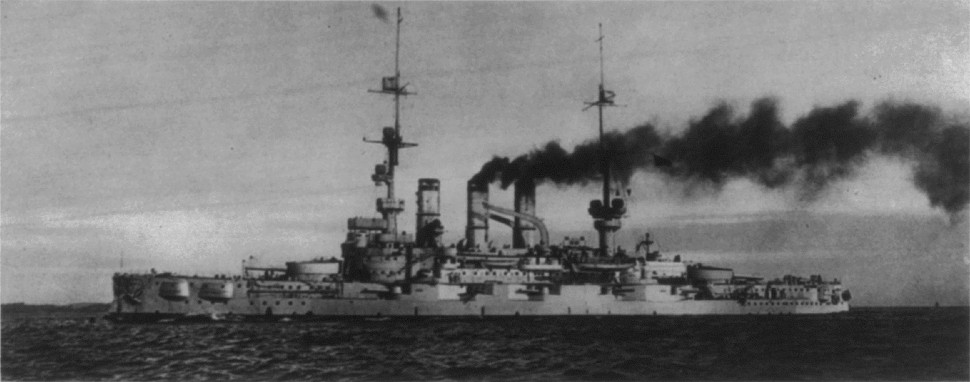
A Pommern a háború előtt

A Pommern a Kurfürst Friedrich Wilhelm csatahajó helyettesítésére került a Hochseeflotte II. csatahajórajához testvérhajóival együtt, de aktív szolgálatra csak november 11-én vált alkalmassá. 1908 februárjában a Balti-tengeren vett részt a flotta hadgyakorlatain, amit május-júniusban a flotta Helgoland szigete közelében végrehajtott újabb gyakorlatozásai követtek. Júliusban a hajóhaddal az Atlanti-óceánra hajózott egy nagyszabású hadgyakorlat keretében. Henrik herceg az előző év során forszírozta egy ilyen út megszervezését, azzal érvelve, hogy efféle gyakorlatokkal fel lehet készíteni a flottát a tengeren túli bevetésekre és ezek megbontanák a német vizeken végrehajtott gyakorlatok monotóniáját. Az útra sor került annak ellenére, hogy a fegyverkezési verseny miatt feszült volt a viszony Nagy-Britanniával. A flotta július 17-én hagyta el a Kielt és Vilmos császár-csatornán áthaladva hajózott ki az Északi-tengerre. A gyakorlat végeztével augusztus 13-án értek vissza a hajók Németországba. Ezt követően a Pommern az augusztus 27. és szeptember 12. között megtartott éves őszi flottamanőveren vett részt. Később az év folyamán a hajóhad a part menti német városokat kereste fel, hogy növelje a flottafejlesztés támogatottságát a társadalom körében.
1909 hasonló rendszerben tellett: július 7. és augusztus 1. között a Hochseeflotte ismét kihajózott az Atlanti-óceánra, hazaúton a Royal Navy Spitheadben fogadta őket. Ebben az évben Henning von Holtzendorff altengernagy lett a Nyílt-tengeri Flotta parancsnoka, aki a stratégiai elképzeléseit az új vízalatti fegyverek jelentette fenyegetéseket figyelembe véve dolgozta ki. Mivel az új Nassau-osztályú csatahajók nagy szélességük miatt nem fértek át a Vilmos császár-csatornán, 1910. április 1-ével az északi-tengeri Wilhelmshavent tette meg a flotta fő bázisának a balti-tengeri Kiel helyett. 1910 májusában a flotta Kattegatban gyakorlatozott, Holtzendorff azon stratégiai elképzeléseinek megfelelően, miszerint a Royal Navy-t egy esetleges konfliktus esetén az itteni sekély vizekre csalogatnák. A szokásos éves cirkálóutat Norvégiába tették, melynek során augusztus 29-én Danzigban flottaszemlét tartottak. Az év végén a flotta a Balti-tengerre tett cirkálóutat.
1911 márciusában a flotta a Skagerrakban és a Kattegatban gyakorlatozott, júniusban és júliusban a Kielbe látogató brit és amerikai hajórajokat fogadta. Az év őszi gyakorlatait a Balti-tengeren és a Kattegatban tartották meg, melyek során a Ferenc Ferdinánd főherceg és Rudolf Montecuccoli tengernagy vezette osztrák-magyar delegációt fogadták. 1912 közepén a második marokkói válság miatt a nyári cirkálóutat a Balti-tengerre tették, hogy amennyiben a helyzet eszkalálódna, a flotta ne kerüljön a brit és francia hajóhaddal szemben kiszolgáltatott helyzetbe az Északi-tengeren. A Pommern számos a porosz–osztrák–dán háború 50. évfordulója alkalmából megtartott megemlékezésen részt vett. Az első ilyen ünnepségre március 17-én Swinemündében került sor a jasmundi csata évfordulóján, majd részt vett az 1914. május 2-ai sonderburgi ünnepségen, melyen a düppeli csatáról emlékeztek meg.

### Első világháború

#### Skagerrak előtt
1914 júliusában, a szarajevói merénylet után két héttel a Pommern a Hochseeflottéval a Norvégiába tett szokásos nyári úton volt. A politikai helyzet kiéleződése miatt az utazást lerövidítették és a német hajóhad július 29-re visszatért Wilhelmshavenbe. Augusztus 4-én éjfélkor az Egyesült Királyság hadat üzent Németországnak Belgium semlegességének megsértése ürügyén.

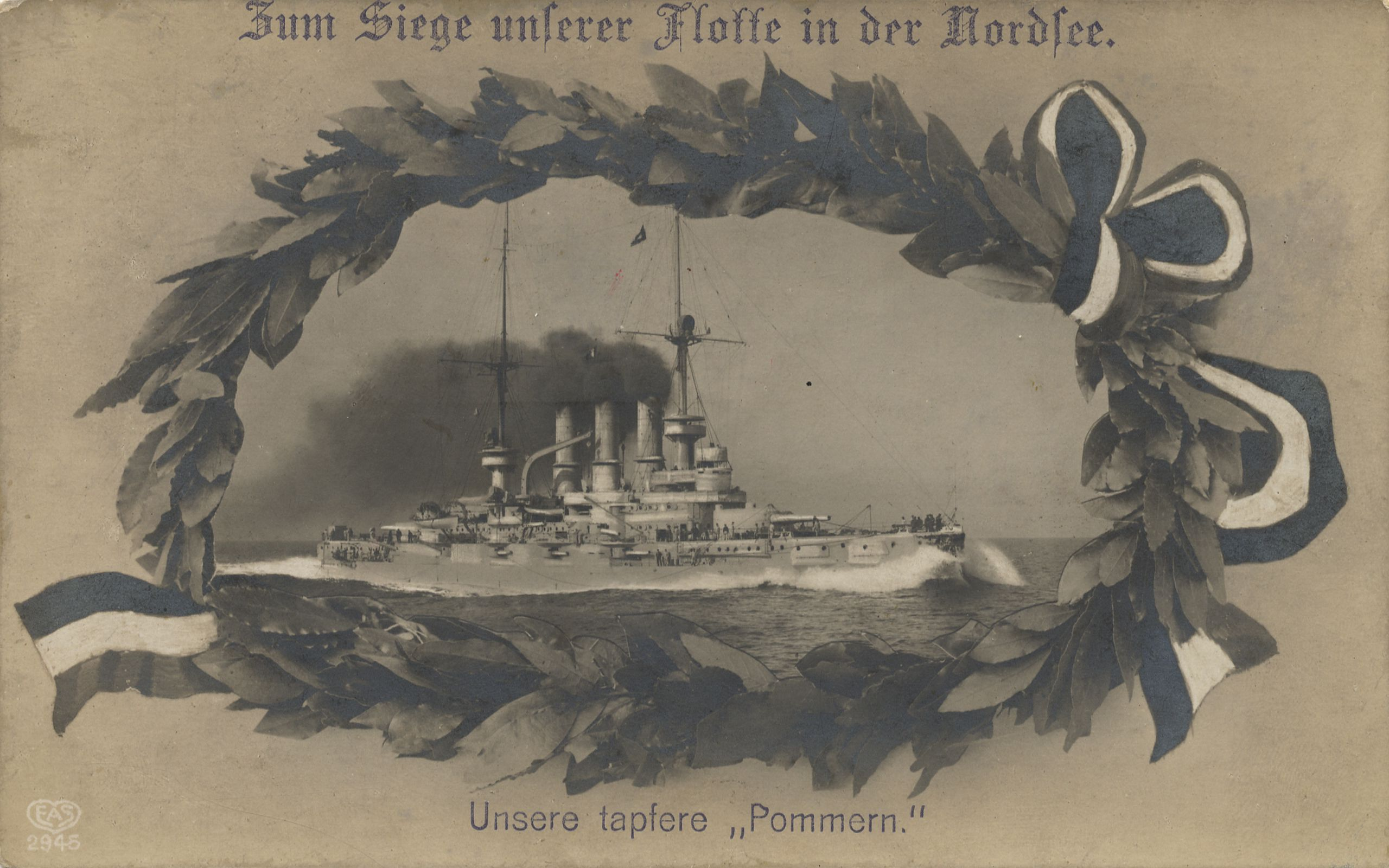
Képeslap a Pommernnel a háború elejéről

A Pommern a Hochseeflotte kötelékében maradt továbbra is. A háború kitörésekor a II. csatahajóraj a Német-öböl védelmét kapta feladatul, mivel tartottak a Royal Navy hamarosan bekövetkező támadásától. A Pommern és a rajának többi tagja az Elba torkolatában állomásozott, hogy szükség esetén támogathassák az öbölben őrjáratozó egységeket. Miután nyilvánvalóvá vált, hogy a britek nem fognak támadást intézni a Hochseeflotte ellen, a németek a jelentős számbeli fölényben lévő Grand Fleet egy kisebb részének kicsalogatását és megsemmisítését célzó hadműveleteket hajtottak végre. Ezen hadműveletektől azt várták el, hogy a Royal Navy-t oly mértékben meg tudják gyengíteni, hogy annak ereje számban nagyjából az övükével megegyezőre zsugorodjon. Ez után pedig döntő csatára kényszerítették volna a briteket az Északi-tenger déli részén. A Pommern a II. csatahajóraj egységeivel ismét csatlakozott a Hochseeflotte csataflottájához, mely az I. felderítőcsoport (Aufklärungsgruppe I) csatacirkálóit biztosította a scarborough-i rajtaütés alkalmával 1914. december 15-16-án. December 15. estéjén a német csatahajók és egy hat csatahajóból álló brit raj mindössze 19 km-re kerültek egymástól, de a kísérő rombolók esti sötétségben való összecsapás-sorozata arról győzte meg Friedrich von Ingenohl altengernagyot, a német flottaparancsnokot, hogy az egész Grand Fleet a közelben tartózkodik. A császár utasításaira hivatkozva, miszerint a csatát kerülnie kellett, amennyiben a győzelem kétséges, Ingenohl megszakította a hadműveletet és a csatahajóival visszafordult Németország irányába.
Két további előretörésre került sor 1915. április 17-18-án és 21-23-án, melyek során azonban nem találkoztak ellenséges erőkkel, hasonlóan a május 17-18-ai illetve egy negyedik, október 23-24-ei hadművelet során sem. 1916. április 24-25-én a Pommern a testvérhajóival csatlakozott a Hochseeflotte dreadnoughtjaihoz, hogy részt vegyenek az angol partok elleni rajtaütést végrehajtó csatacirkálók biztosításában. Útközben a Seydlitzet megrongálta egy akna, ami miatt vissza kellett fordulnia. A többi hajó folytatta az útját, hogy végrehajtsák a Yarmouth és Lowestoft elleni rajtaütést. A hadműveletet a Grand Fleet kihajózása miatt idő előtt megszakították.

#### Skagerraki csata

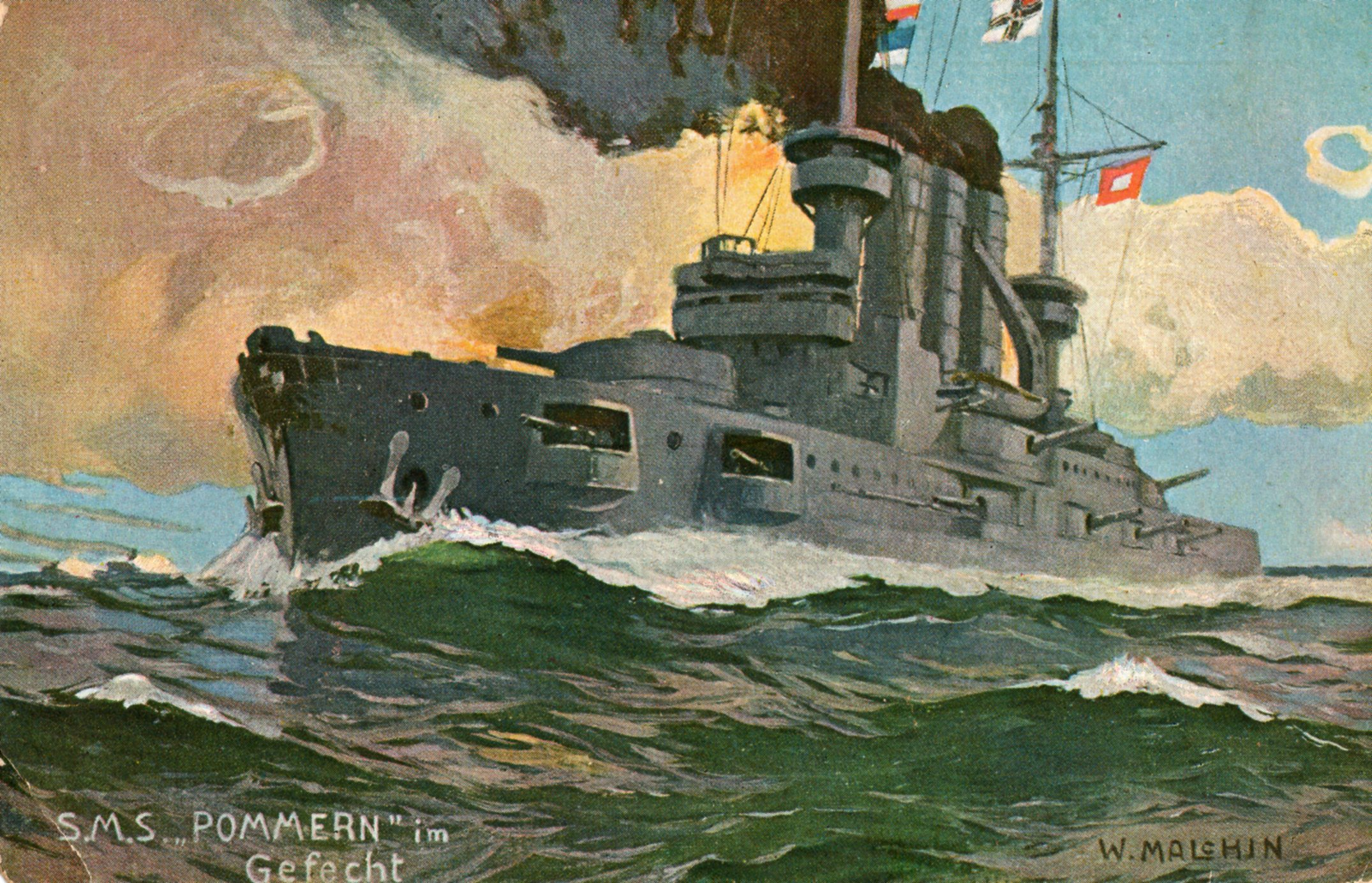
A Pommern harc közben(Wilhelm Malchin festménye, 1914)

Reinhard Scheer altengernagy rögtön ezután egy újabb előretörést tervezett tenni az Északi-tengerre, de a Seydlitzet ért károk miatt a hadműveletet május végéig nem hajthatták végre. Május 31-én 02:00-kor KEI Hipper csatacirkálói kihajóztak a Skagerrak irányába, őket másfél óra múlva követték a Hochseeflotte főerői. A Pommern a német csatavonal végét alkotó II. csatahajóraj kötelékében hajózott Franz Mauve ellentengernagy vezetésével. Scheer a brit csatacirkálók és az őket támogató négy csatahajó legnagyobb sebességgel való üldözését rendelte el. A lassabb Deutschland-osztályú csatahajók nem tudták tartani a lépést a gyorsabb dreadnoughtokkal és hamar lemaradtak tőlük. 19:30-ra jelentős számbeli fölényével és ideális taktikai felállásával a Grand Fleet főerői is bekapcsolódtak a harcba. A Deutschland-osztály lassú és elavult egységei jelentősen korlátozták a Hochseeflotte mozgását, mivel ha Scheer azonnal a honi kikötők felé vonult volna vissza, akkor ezzel a lépéssel feláldozta volna a pre-dreadnoughtokat. Scheer úgy döntött, hogy hajóival180°-os fordulót végrehajtva (az ún. Gefechtskehrtwendung manőverrel) vonja ki magát a szorult helyzetből. Mivel lemaradtak a csatavonal mögött, a II. csatahajóraj egységei nem tudtak a forduló után beilleszkedni az új formációba, így a Pommern és rajának másik öt egysége a német hadrend ellenségtől távolabbi oldalára helyezkedett. Mauve ismét szeretett volna besorolni a hadrend végére a III. csatahajóraj mögé, de erről a szándékáról letett, mikor kiderült, hogy ezzel akadályozná Hipper csatacirkálóit a manőverezésben. Ehelyett inkább a csatavonal élére igyekezett helyezkedni.
Később az este folyamán az I. felderítőcsoport megviselt csatacirkálóit üldözőbe vették Beatty csatacirkálói. A Pommern és a rajának többi hajója a segítségükre sietett és a két csatacirkálókötelék közé manőverezve lehetővé tették Hipper erőinek az elszakadást. A sötétben a Pommern nem tudott kivenni egyetlen célpontot sem. Több testvérhajója ellenben igen és tüzet is nyitottak, de az 5-6 perces tűzharcban találatot nem értek el. A britek ellenben többször is célba találtak. Az Indomitable egyik 305 mm-es lövedéke a Pommernt találta el, a csatasorból rövid ideig való kiválásra kényszerítve őt. A gránát okozta sérülés mértékét utólag már nem lehet megállapítani, de komoly károkat nem okozhatott. Mauve egy 8 pontos (90°) fordulót rendelt el, amivel déli irányra állva elszakadtak az ellenségtől. A britek nem vették üldözőbe őket.
A brit vonal hátsó részét alkotó könnyű erőkön való áttöréskor, június 1-én hajnali 03:10-kor a Pommernt brit rombolókról kilőtt torpedók közül egy (vagy kettő) eltalálta a bal oldalát. A találat másodlagos robbanást idézett elő vélhetőleg a 17 cm-es lövegek lőszerraktárában. A szemtanúk beszámolója szerint a hajó jobb oldala borult lángba, ami talán annak lehetett a következménye, hogy a becsapódás oldalán a torpedó ütötte résen betóduló tengervíz oltotta ki a tüzeket. A hajó különböző részeiből különböző színű füstoszlopok emelkedtek fel ahogy a hajó csaknem teljes hosszában lángba borult, majd a közepén az árbocok magasságáig éri vörös lángnyelvek jelentek meg és egy hatalmas robbanás a hajót kettétörte. Az elülső, A-jelű lövegtorony a Deutschland közelében csapódott a vízbe. A tat átfordult és a mindössze 33 méter mély vízben 20 percen át égnek meredő hajócsavarokkal még a felszínen maradt. A mögötte haladó Hannovernek kitérő manővert kellett végrehajtania, hogy ne ütközzön bele a roncsba. A Pommern a fedélzetén lévő mind a 839 fővel odaveszett. Ez volt az egyetlen csatahajó – bár az elavult pre-dreadnought mintájúak közül való – amely odaveszett Skagerraknál. Elvesztése megmutatta a pre-dreadnoughtok sebezhetőségét és ez arra késztette az alkalmazásuk felől korábban is kétségeket tápláló Scheert, hogy a következő, 1916. augusztus 19-ei előretörés alkalmával már ne vigyen magával elavult csatahajókat. A hajó orrdíszét, melyet a háború kitörésekor 1914 júliusában leszereltek, jelenleg a Laboe-i Haditengerészeti Emlékmű őrzi.

## Parancsnokai
| 1907. augusztus 6 – 1908. október  | Hartwig von Dassel sorhajókapitány |
| 1908. október – 1910. január       | Konrad Henkel sorhajókapitány      |
| 1910. január – 1911. október       | Robert Kühne sorhajókapitány       |
| 1911 október – 1913. szeptember    | Franz Mauve sorhajókapitány        |
| 1913. szeptember – 1916. június 1. | Siegfried Bölken sorhajókapitány   |

## Fordítás
- Ez a szócikk részben vagy egészben  a   SMS Pommern című angol Wikipédia-szócikk ezen változatának fordításán alapul.  Az eredeti cikk szerkesztőit annak laptörténete sorolja fel. Ez a jelzés csupán a megfogalmazás eredetét és a szerzői jogokat jelzi, nem szolgál a cikkben szereplő információk forrásmegjelöléseként.
- Ez a szócikk részben vagy egészben  a   SMS Pommern című német Wikipédia-szócikk ezen változatának fordításán alapul.  Az eredeti cikk szerkesztőit annak laptörténete sorolja fel. Ez a jelzés csupán a megfogalmazás eredetét és a szerzői jogokat jelzi, nem szolgál a cikkben szereplő információk forrásmegjelöléseként.